# Grötskärsfjärden
Grötskärsfjärden är en fjärd i Finland. Den ligger i Korsholm i landskapet Österbotten, i den västra delen av landet, 400 km nordväst om huvudstaden Helsingfors.
Grötskärfjärden ligger söder om ön Replot och avgränsas av denna i norr och väster. I söder avgränsas den av Mjöskäret och Skogsskäret samt Gunnskäret. I öster ansluter den till Storfjärden vid Larsbjörkaskär.